# 绒螯蟹属
絨螯蟹屬（学名：Eriocheir）是弓蟹科（原屬方蟹科）的一個屬，包含日本绒螯蟹、中华绒螯蟹、狭额绒螯蟹和台湾绒螯蟹四种，但後兩個種偶爾會被學者列入新绒螯蟹属（Neoeriocheir）、扁绒螯蟹属（Platyeriocheir）。此外，小笠原绒螯蟹（Eriocheir ogasawaraensis）和合浦绒螯蟹（Eriocheir hepuensis）有时也算入该属。

## 物种发生

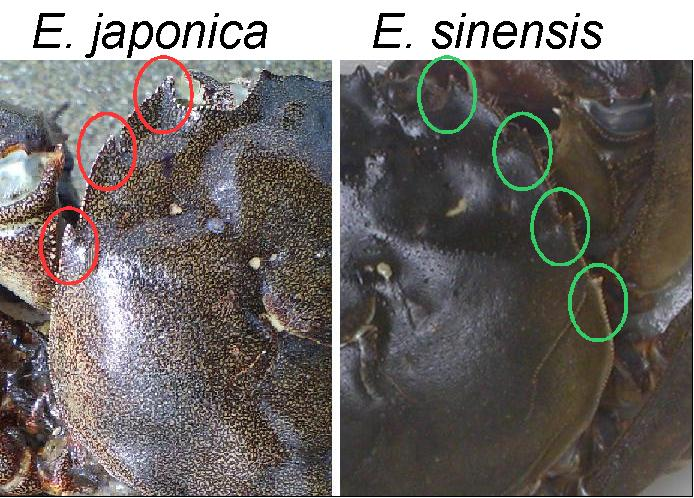
日本絨螯蟹和中華絨螯蟹外表上最大的区别之一是其甲壳边缘的凸起数

它與近方蟹属的生物有很近的親緣關係。絨螯蟹屬下最原始的物種是狭额绒螯蟹，其次為直额绒螯蟹（即台湾绒螯蟹），而常見的中华绒螯蟹和日本绒螯蟹實際是分化程度最高的的两个种，而這兩個種之間的遗传差异也最小。 